# Lac Faillon
Lac Faillon är en sjö i Kanada.   Den ligger i regionen Abitibi-Témiscamingue och provinsen Québec, i den sydöstra delen av landet, 300 km norr om huvudstaden Ottawa. Lac Faillon ligger 352 meter över havet. Arean är 24,8 kvadratkilometer. Den sträcker sig 8,7 kilometer i nord-sydlig riktning, och 12,6 kilometer i öst-västlig riktning.
I omgivningarna runt Lac Faillon växer i huvudsak blandskog. Trakten runt Lac Faillon är nära nog obefolkad, med mindre än två invånare per kvadratkilometer.